# Ramon Voorn
Ramon Voorn (* 1. Mai 1987 in Berg en Terblijt) ist ein niederländischer Fußballspieler.
Voorn, Sohn des ehemaligen Profis und späteren Trainers Dick Voorn, lernte das Fußballspielen in seiner Heimatstadt bei VV Berg 28 und war in der Jugend auch bei PSV Eindhoven aktiv. Seine Profilaufbahn begann er wie sein Vater beim MVV in Maastricht in der zweiten Liga. Hier spielte er von 2005 bis 2007, ehe er zu Fortuna Sittard wechselte, wo der Mittelfeldspieler seit der Saison 2008/09 Stammspieler ist. 

## Stationen
- MVV Maastricht (Eerste divisie, 15 Einsätze/0 Tore)
- Fortuna Sittard (Eerste divisie, 102/8)

(Stand: 22. März 2011)